# Boston Minutemen 1976
Questa pagina raccoglie i dati riguardanti i Boston Minutemen nelle competizioni ufficiali della stagione 1976.

## Stagione
La franchigia dei Minutemen sotto la guida di Hubert Vogelsinger, presentò ai nastri di partenza della stagione 1976 un'ottima rosa, con giocatori del calibro di António Simões, Wolfgang Sühnholz, Geoff Davies, Shep Messing e Ade Coker, candidata al titolo.
Nel corso della stagione però il proprietario Sterge decise che la squadra non era più sostenibile, decidendo di svendere tutti i giocatori più importanti, sostituendoli con giovani e sconosciuti statunitensi, causando anche l'avvicendarsi in panchina di John Bertos, che rivestì anche il ruolo di general manager, a Vogelsinger. Bertos provvide a sostituire i partenti con un consistente numero di giocatori provenienti dai Boston Astros, squadra che appena disciolta ma che l'anno prima era stata dichiarata co-vincitrice dall'American Soccer League con New York Apollo. Il cambio di guida non portò giovamento al rendimento della squadra, che concluse al quinto ed ultimo posto della Northern Division.
La proprietà non ritenne più economico tenere in piedi la squadra e alla fine della stagione 1976 il club chiuse i battenti, anche a causa delle accuse fatte al proprietario John Sterge, accusato dalla Securities and Exchange Commission di irregolarità finanziarie.

## Organigramma societario
Area direttiva
- Presidente: John Sterge
- General Manager: John Bertos[2]

Area tecnica
- Allenatore: Hubert Vogelsinger, John Bertos

## Rosa
| N.   |                        | Ruolo | Calciatore        |
| ---- | ---------------------- | ----- | ----------------- |
| 0    | Stati Uniti (bandiera) | P     | Tom Guerry        |
| 00   | Stati Uniti (bandiera) | P     | Michael Stevenson |
| 1    | Stati Uniti (bandiera) | P     | Shep Messing      |
| 1    | Polonia (bandiera)     | P     | Bronisław Sularz  |
| 1    | Stati Uniti (bandiera) | P     | Mickey Cohen      |
| 2    | Scozia (bandiera)      | C     | Jim Townsend      |
| 3    | Inghilterra (bandiera) | D     | Alan Wooler       |
| 4    | Stati Uniti (bandiera) | C     | Ernone Gomez      |
| 4    | Inghilterra (bandiera) | D     | Paddy Greenwood   |
| 4    | Scozia (bandiera)      | D     | Robert Scanlon    |
| 5    | Brasile (bandiera)     | A     | Derli Borges      |
| 5    | Stati Uniti (bandiera) | D     | Roberto Oliveira  |
| 6    | Inghilterra (bandiera) | D     | Derek Jefferson   |
| 6/18 | Stati Uniti (bandiera) | C     | Robert Garcia     |
| 7    | Stati Uniti (bandiera) | D     | Ben Brewster      |
| 8    | Brasile (bandiera)     | C     | Fernando Carvalho |
| 8    | Germania (bandiera)    | D     | Peter Nover       |
| 8/21 | Stati Uniti (bandiera) | A     | Gene Geimer       |
| 9/10 | Inghilterra (bandiera) | A     | Bert Bowery       |

| N.   |                           | Ruolo | Calciatore         |
| ---- | ------------------------- | ----- | ------------------ |
| 9/12 | Nigeria (bandiera)        | A     | Ade Coker          |
| 10   | Germania (bandiera)       | C     | Wolfgang Sühnholz  |
| 11   | Portogallo (bandiera)     | A     | António Simões     |
| 13   | Inghilterra (bandiera)    | D     | Tom Walsh          |
| 14   | Inghilterra (bandiera)    | D     | Phil Davis         |
| 14   | Stati Uniti (bandiera)    | A     | Tim Hunter         |
| 15   | Stati Uniti (bandiera)    | C     | Paul Berakis       |
| 16   | Portogallo (bandiera)     | D     | Jorge Calado       |
| 17   | Uruguay (bandiera)        | C     | José Soroa         |
| 19   | Stati Uniti (bandiera)    | A     | Salvatore LaGrasso |
| 19   | Stati Uniti (bandiera)    | C     | John McCrudden     |
| 19   | Stati Uniti (bandiera)    | A     | Carlos Metidieri   |
| 21   | Cecoslovacchia (bandiera) | A     | Josef Jelínek      |
| 22   | Inghilterra (bandiera)    | A     | Geoff Davies       |
| 22   | Stati Uniti (bandiera)    | C     | Tony Forte         |
| 23   | Stati Uniti (bandiera)    | A     | Chris Agoliati     |
|      | Brasile (bandiera)        | P     | Gustavo Carias     |
|      | Brasile (bandiera)        | A     | Carlos Eduardo     |
|      | Stati Uniti (bandiera)    | D     | Jim Powers         |